# Schinus peruwiański
Schinus peruwiański, peruwiańskie drzewo pieprzowe (Schinus molle L.) – gatunek drzewa z rodziny nanerczowatych. Pochodzi z południowych obszarów tropikalnych Ameryki Południowej. Łacińska nazwa gatunkowa molle pochodzi od „mulli”, tradycyjnej nazwy tej rośliny w indiańskich językach keczua i ajmara. Jest uprawiany w większości krajów obszaru tropikalnego, również w rejonie śródziemnomorskim. Niekiedy dziczejący.

## Morfologia
PokrójDrzewo wysokości do 15 m, gałęzie zwisające.
LiściePierzaste, naprzemianległe, długości do 20 cm, zwieszone, z wieloma wąskimi listkami o dł. do 2,7 cm.
KwiatyBardzo drobne, zebrane w zwisające wiechy długości do 20 cm, kwiaty 5-krotne, żółtawobiałe, męskie i żeńskie na osobnych drzewach.
OwoceKuliste pestkowce o średnicy do 5 mm, różowoczerwonawe. Miąższ szybko wysychający. W smaku ostre, o zapachu przypominającym pieprz czarny.

## Zastosowanie
- Sztuka kulinarna: niegdyś stosowano jako zamiennik bardzo drogiego pieprzu czarnego, obecnie w kuchni wykorzystuje się owoce jako składnik kolorowych mieszanek pieprzowych, jako tzw. pieprz czerwony.
- Sadzony często jako drzewo ozdobne.

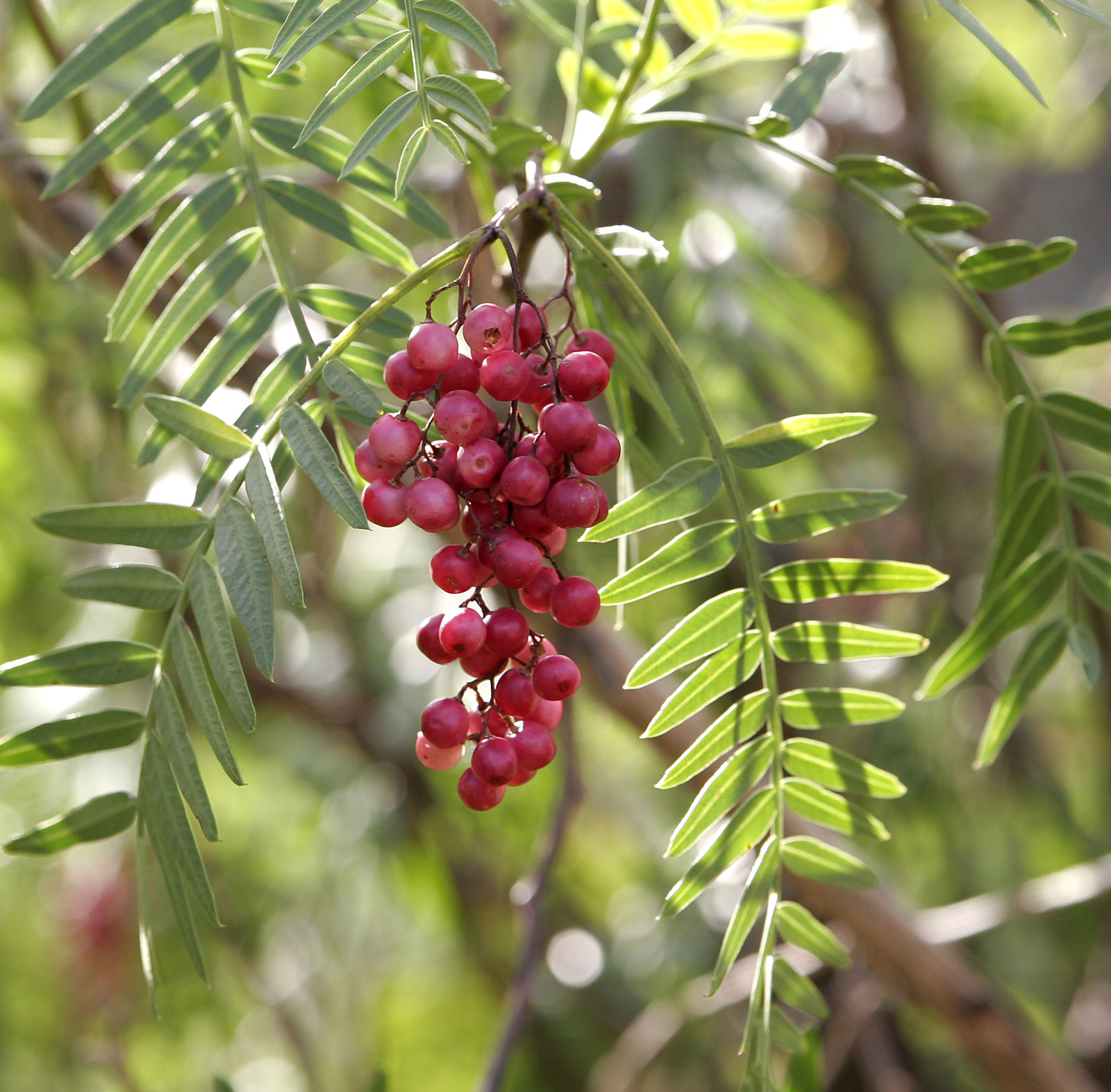
Dojrzałe owoce i liście